# Couvent des Récollets de Givet
Le couvent des Récollets est un couvent situé à Givet, dans le département des Ardennes, en France.

## Description
La façade sur la place est en pierres bleues de Givet pour la base et de briques rouges pour la partie supérieure. La même forme est reprise sur deux niveaux, un porche central entouré de pilastres et de niches, vides. Le sommet triangulaire est ouvert d'un oculus.

## Localisation
Le Couvent des récollets occupe un bloc entouré par la rue des Récollets au Sud, rue Clémenceau à l'Est, rue Calmette au Nord et rue Jean-Jaurès à l'Ouest. La chapelle abbatiale est bien visible le long de la rue des Récollets.

## Historique
Le premier bâtiment des Récollets date de 1615, mais avec la fortification de la ville sous Vauban, le bâtiment qui gênait est détruit pour être relocalisé plus au centre de la ville fortifiée. Construit sur un plan en carré avec une cour centrale entre 1783 et 85. Réquisitionné par l'armée lors de la Révolution française, il garde cette fonction jusqu'en 1920. Cette occupation a grandement modifié les bâtiments conventuels. La chapelle restant la partie la mieux conservée, elle sert actuellement pour des événements culturels.
L'édifice est inscrit au titre des monuments historiques en 2006.

## Images

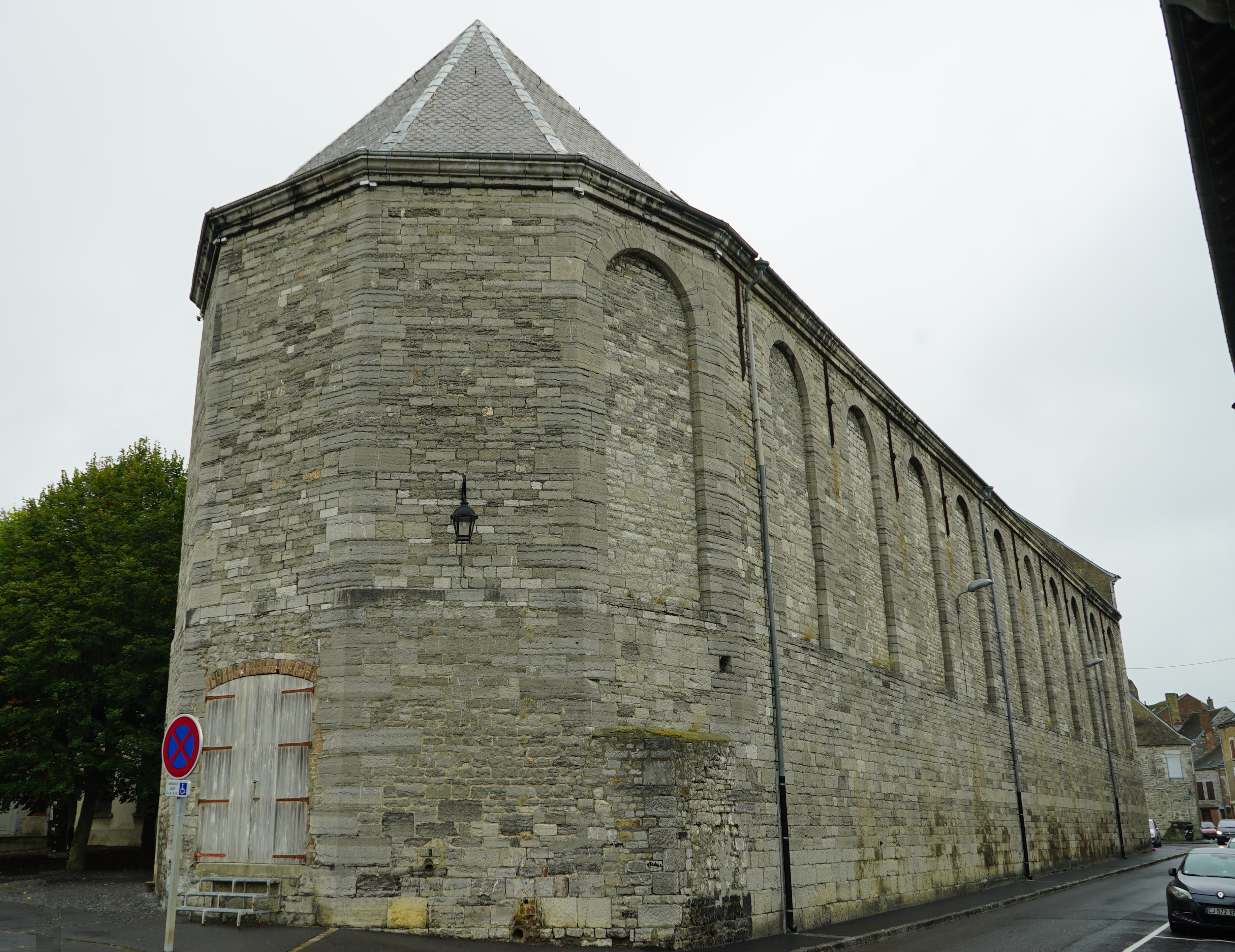
La chapelle,
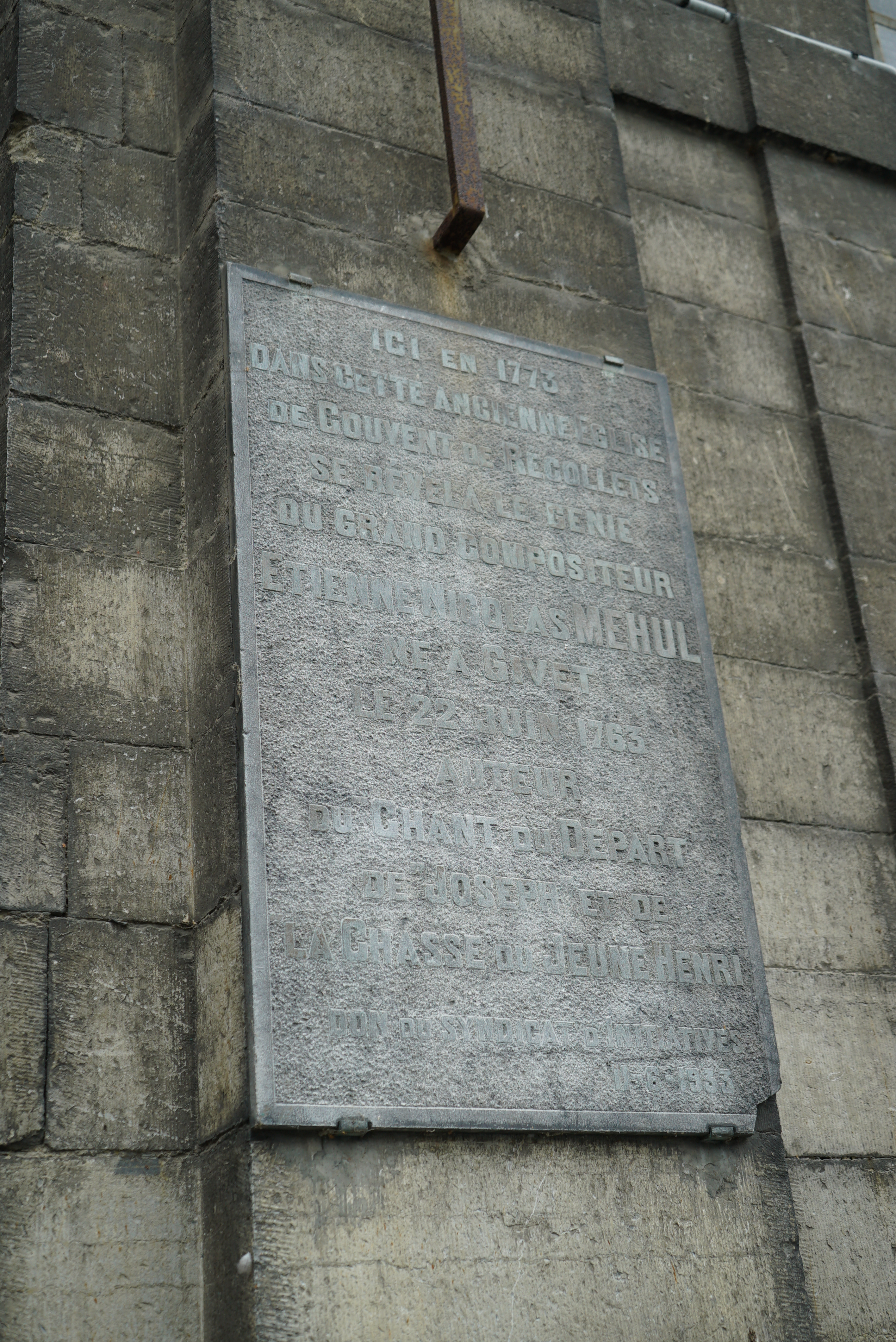
détail de la façade, plaque à Mehul.